# Кір (річка)
Кір (алб. Kir або алб. Kiri) — річка в північній Албанії, яка спочатку тече на південь/південний захід, а потім на південний захід з Північно-Албанських Альп та впадає в рукав річки Дрина нижче Шкодер.
У верхів'ях річка прорізає «Каньйон Кіра» з вражаючими кручами. Біля Шкодера, у селі Мес, старий кам'яний міст Месі перетинає Кір.